# Olaf Sporns
Olaf Sporns (Kiel, 18 settembre 1963) è un biochimico tedesco, specializzatosi nel campo della connettività cerebrale e scienze cognitive.
Sporns è professore in scienze psicologiche e cerebrali presso l'Università dell'Indiana e co-direttore scientifico del Network Science Institute dell'università. Inoltre. È l'editore fondatore della rivista accademica Network Neuroscience, pubblicata da MIT Press.

## Biografia

### Vita e formazione
Sporns si è laureato in biochimica presso l'Università di Tübingen, nella Germania occidentale nel 1985, prima di andare a New York per studiare alla Rockefeller University con Gerald Edelman dove ha ottenuto il dottorato nel 1990.

### Carriera
Dopo aver conseguito il dottorato, ha seguito Edelman al Neurosciences Institute di La Jolla, in California, per poi spostarsi all’Università dell’Indiana. Il suo focus è nell’area delle neuroscienze cognitive computazionali. I suoi argomenti di studio includono l'integrazione tra neuroimmagini funzionali e strutturali, modelli neurali di percezione e azione, struttura e dinamica della rete cerebrale, e applicazioni della teoria dell'informazione al cervello 
Gli è stata assegnata una borsa di studio Guggenheim nel 2011 nella categoria Scienze naturali. Nel 2017 gli è stato assegnato il Premio Patrick Suppes dall'American Philosophical Society in riconoscimento della sua "trasformazione della comprensione della relazione tra cervello e comportamento".

## Ricerca
Una delle aree principali della ricerca condotta da Sporns riguarda l'area della complessità del cervello. Lo studioso usa ampiamente le reti complesse per descrivere le connessioni neurali che sono decentralizzate nel cervello. Questa rappresentazione è di crescente interesse per comprendere come l'architettura del cervello possa essere correlata alla schizofrenia, allo autismo e alla malattia di Alzheimer.

## Pubblicazioni selezionate
- Olaf Sporns, Networks of the Brain, MIT Press, 2010, ISBN 978-0-262-01469-4.
- Olaf Sporns, Discovering the Human Connectome, MIT Press, 2012, ISBN 978-0-262-01790-9.